# Суоменлина
Суоменлина до 1918. звана Виапори (фински) или Свеаборг (шведски), је насељена морска тврђава која се састоји од осам острва од којих је шест утврђено. Удаљено је око 4 килиометара југоисточно од центра града Хелсинкија, главног града Финске. Првобитно назван Свеаборг (Замак Швеђана) или Виапори како га називају Финци који говоре фински, преименован је у Суоменлина (Замак Финске) из патриотских разлога, иако је и даље познат по свом оригиналном имену у Шведској и од стране финаца који говоре шведски.
Шведска круна је започела изградњу тврђаве 1748. године као заштиту од руског експанзионизма. Општа одговорност за изградњу  дата је Августину Еренсварду. Првобитни план бастионске тврђаве био је под снажним утицајем идеја Вобана, најистакнутијег војног инжењера тог времена. Позната по овим бастионским утврђењима Суоменлина је 1991. године постала део УНЕСКО–ве светске баштине.

## Географски положај
Острво Суоменлина у Хелсинкију се налази 4 km југоисточно од центра Хелсинкија и састоји се од 8 острва. Пет острва је повезано мостовима или песковитим копненим мостом. Острво које има највећу концентрацију утврђења преимениовано је у Густавссвард (мач краља Густава) током изградње од стране Шведске. Укупна површина земљишта је 80 хектара (0,8 km²).

## Историја

### Шведска ера
Шведска је изгубила статус суперсиле и своје најважније источне тврђаве у ратовима са Русијом у првој половини 18. века. Јачање одбране Финске сматрало се неопходним, па је шведски парламент 1747. донео одлуку о изградњи централне тврђаве укључујући поморску базу у Хелсинкију.
Радови на утврђењу почели су следеће године на острву Сусилуодот код Хелсинкија, на локацији данашње Суоменлине. Године 1750. тврђава је названа Свеаборг, фонетски преведено у Виапори на финском. Амбициозни планови око изградње утврђења морали су да буду смањени неколико година након почетка изградње. Активна фаза радова на утврђењу завршена је нешто више од 40 година након што је почела. Тврђава запрво никада није потпуно завршена како је планирано, иако је првобитни циљ био да се заврши за само четири године. Померански рат (1756–1763) зауставио је изградњу, иако се битке нису прошириле на тврђаву. Морска тврђава је имала заслуге као поморска база у Руско–Шведском рату (1788–1790), али није учествовала у стварним биткама. Године 1808. Виапори су опколиле руске снаге у Руско–Шведском рату. После мањих окршаја тврђава је предата, заузели су је Руси и тада за њу одпочиње нова ера.

### Руска ера
У мају 1808. године тврђава Виапори је предата Русима, што је означило нову еру у историји тврђаве. Након што су Швеђани напустили тврђаву, Виапори је заједно са својим бродовима и опремом прешао под власт руске царске владе. Следеће године је Финска постала велико аутомном војводство Русије, али је Виапори остао војна база под Руском управом. Руси су ценили Виапори и правили велике планове за њу. У тврђави су изграђене касарне за смештај војника и завршена православна гарнизонска црква.
Војни значај тврђаве је опао у 19. веку, одржавање и обнова утврђења били су запуштени због недостатка средстава, Виапори је пропадао. Тек уочи Кримског рата (1853–1856) стање тврђаве је почело да изазива забринутост. Избио је рат између Русије и Турске, а убрзо су се Енглеска и Француска удружиле са Турском. Комбинована англо–Француска флота је бомбардовала Виапори два дана у августу 1855. и Виапори је претрпео велику штету током бомбардовања. Крајем 19. века и првих година 20. века утврђење Виапори је обновљено. Међутим, утврђење је наставило да губи на важности и на крају је било само једно утврђење од многих.
У лето 1906. инспирисани револуционарним немирима у Русији, у Виапорију је избила побуна, побуњеници су покушали да ставе тврђаву под своју контролу и делимично су успели. Међутим, побуна је угушена за четири дана. Током Првог свтског рата (1914–1918), Виапори је био део онога што је било познато као морнаричка тврђава Петра Великог, дизајнирана да заштити руску престоницу Санкт Петербург. Са руском револуцијом и стицањем независности Финске, Виапори је преузела новоснована финска влада 1918. и преименовала у Суоменлина (Замак Финске).

### Финска ера
Током руске ере, тврђава није бела део финског великог војводства, већ је њоме управљала Русија. Фиснка је прогласила независност 6. децембра 1917, али Виапори је још неко време био под командом руских трупа. под управу финске владе је пребачена тек у пролеће 1918. током финског грађанског рата. Пред крај рата Бели су подигли логор у Виапорију за око 8000 Црвених затвореника. У логору су Црвени заробљеници погубљени, а неки су умрли од болести због лоших услова у тврђави. Последњи затвореници су пуштени у марту 1919.
У мају 1918. тврђава је преименована у Суоменлина како би одразила независност Финске и припојена је држави Финској. Убрзо су у тврђави биле смештене различите јединице одбрамбених снага и Суоменлина је постала фински гарнизон. Постепено су почеле и мање обнове, а туризам на остврима је узео маха.

#### Цивилна управа
Средином 60–их година 20. века одбрамбене снаге су објавиле да ће потпуно напустити тврђаву. Када се пук обалске артиљерије иселио 1972, Суоменлина је предата цивилној управи. Међу јединицама одбрамбених снага, до данас је у Суоменлини остала само Поморска академија. Почела је обнова Суоменлине, а зграде су реновиране за стамбену употребу. Суоменлина је додата на УНЕСКО–ву листу светске баштине 1991. Током финске ере, тврђава се развила у једну од најпопуларнијих туристичких атракција у Финској. Поред тога Суоменлина је један од округа Хелсинкија, дом за око 800 становника и радно место за око 400 људи.

## Туризам
Када су 1748. године започели грађевински радови на тврђави Виапори код Хелсинкија, мало је путника било заинтересовано за Хелсинки. У тадашњим путописима Финска је била представљена као транзитна тачка до Лапоније или Русије. Међутим, репутација тврђаве Виапори убрзо је допрла до људи изван Шведске. Штампане слике зидова тврђаве шириле су се широм Европе. У 19. веку тврђава се већ помиње у неколико туристичких водича. Развој туризма почео је након ратова у 20. веку, а у 21. веку морска тврђава Суоменлина је једна од најпопуларнијих атракција у Финској
Суоменлина је предата цивилној управи 1973. За управљање администрацијом и развојем тврђаве, основано је управно тело Суоменлине у оквиру министарства просвете и културе. Године 1974. израђен је план развоја за Суоменлину, који ји такође дао основу за њен развој као туристичке атракције. Развој се заснива на очувању културног наслеђа Суоменлине и развоју острва као резиденцијалног подручја и историјског споменика у сарадњи са градом Хелсинкијем. Суоменлина је додата на УНЕСКО–ву листу светске баштине. Године 1998. обележена је 250. годишњица тврђаве, а центар Суоменлина отворен је да прослави ту прилику. Данас су услуге центра доступне посетиоцима током целе године. 
Број посетилаца Суоменлине наставља да расте, а са преко 900000 посетилаца свеке године, морска тврђава је једна од најпопуларнијих туристичких дестинација Финске. Суоменлина привлачи посетиоце како из Финске тако и из иностранства. Нуди идеално окружење за истраживање историјског места светске баштине. Многи посетиоци долазе током лета, али број посетилаца током зиме стално расте.
На острву се налази шест километара зидина, 100 топова, тунели, паркови, такође и музеји, организују се вођене туре, разни догађаји и постоје многи ресторани.

### Краљевска капија
Краљевска капија је симбол Суоменлине, саграђена је 1753–1754 као улазна капија у тврђаву. Капија је подигнута на месту где је био усидрен брод са шведским краљем Адолфом Фридрихом док је 1752. надгледао градњу тврђаве. Фасада двоспратне капије је конкавна и уоквирена мермерним каменом. Године 1770. капија је претворена у покретни мост, испред покретног моста изграђени су кеј и и широке степенице изграђене од кречњака ископанпог са локалитета у близни Стокхолма. Орнаменталне мотиве капије чине кречњачки венци, оавлне и округле бразде и исписане мермерне плоче. Градитељ тврђаве Августин Еренсвард, дао је на једној од украсних плоча чувену опомену Финској. Преведени текст гласи „Постерити, стојите овде на свом терену и никада се не ослањајте на помоћ споља”.

### Велико двориште
По завршетку 1760. године, велико двориште које је дизајнирао Августин Еренсвард, служило је као главни трг и административни центар тврђаве. Куће које окружују двориште обухватају кућу команданта тврђаве и главну стражу. На средини дворишта може се видети гробница Августина Еренсварда. Спомен гробница је завршена почетком 19. века непосредно пред крај шведске владавине над Финском. Велико двориште је тешко оштећено у бомбардовању током Кримског рата. Данас је окружено стамбеним зградама и музејем Еренсвард, који се налази у некадашњој командантовој кући.

### Црква Суоменлина
Црква Суоменлина је изграђена као руска православна гарнизонска црква 1854. Првобитно је црква имала пет звоника са лукастим куполама. Изглед цркве, која доминира погледом из Хелсинкија промењена је почетком финске ере, када је претворена у евангеличко–лутеранску цркву. У светионику цркве се налази светионик за ваздушни и поморски саобраћај. Црква је популарно место за венчања, концерте и друге догађаје. Крипта цркве може се изнајмити и за мање догађаје.

### Касарна Јети
Ружичасто малтерисана касарна Јети, изграђена је у руско доба и представља главну капију тврђаве. Зграда доминира северном обалом Суоменлине. То је прва зграда коју посетиоци виде када стигну на главни кеј. Засвођена касарна са лименим кровом подигнута 1868–1870, дизајнирана је да прими 250 војника. Један део зграде коришћен је као главна стражарница са просторима за притвор, собама за затворенике као и просторима за чуваре и дежурно особље. Поред тога касарна је обухватала кухињу, мушке стамбене објекте и тоалете. Данас се у Јети касарни налази канцеларија за туристичке информације, пивара Суоменлина, галерија хелсиншког савеза уметника и Виапорин кафић.